# Pugnus parvus
Pugnus parvus is een slakkensoort uit de familie van de Marginellidae. De wetenschappelijke naam van de soort is voor het eerst geldig gepubliceerd in 1896 door Hedley.